# Shikike (Fujiwara)
O Shikike (藤原式家, Fujiwara Shikike) era um ramo do clã Fujiwara fundado por Fujiwara no Umakai ou seja, uma das quatro grandes casas Fujiwara, fundada pelos filhos de Fujiwara no Fuhito.
O nome Shikike (式家) deriva do fato de que seu fundador, Umakai, ocupava o cargo de Shikibu-kyo (式部卿), ou seja, chefe do Shikibu-sho (式部省, "Ministério do Cerimonial"). Assim Shikike pode ser traduzido o "Casa do Cerimonial".

## Lista dos Líderes do Ramo
1. Umakai - (??-737)
2. Yoshitsugu - (737-777)[4]
3. Momokawa - (777-779)[5]
4. Tanetsugu - (779-785)[4]

## Membros Importantes do Ramo
- Fujiwara no Kusuko  seduziu o Imperador Heizei, que governou de 806 até 809, tornando-se sua 3ª Imperatriz.[6]